# Let’s Dance/Staffel 3
Die dritte Staffel der Live-Tanzshow Let’s Dance lief zwischen dem 9. April und 28. Mai 2010 jeden Freitag um 21:15 Uhr. Moderiert wurde die Sendung von Nazan Eckes und Daniel Hartwich, der Hape Kerkeling ersetzte.

## Die Show
Nach nur einer Folge verließ Arthur Abraham auf Anraten des Boxverbandsarztes Walter Wagner freiwillig die Show, um sich von seinem letzten Boxkampf am 27. März 2010 gegen Andre Dirrell zu erholen und sich daraufhin wieder voll und ganz seiner Boxkarriere widmen zu können. Als Ersatz für das Paar Abraham/Uszkureit nahm der zuvor ausgeschiedene Rolf Scheider mit Partnerin Motsi Mabuse erneut am Wettbewerb teil.
 Eine Woche später schied auch Hiltrud Schwetje aus. Nachdem sie sich bereits im Training eine Fraktur an der linken Hand zugezogen hatte, stürzte sie kurz vor der zweiten Sendung am 16. April so schwer auf das rechte Knie, dass sie ins Krankenhaus gebracht werden musste und am Abend nicht mittanzen konnte. Einige Tage später wurde festgestellt, dass Schwetje ganz aus der Show aussteigen muss. Wie sein Mitstreiter Scheider erhielt auch der bereits ausgeschiedene Mathieu Carrière die Möglichkeit nachzurücken. Als er dieses Angebot ausschlug, verkleinerte sich das Teilnehmerfeld ab der dritten Sendung dauerhaft um einen Kandidaten.
Während der Generalprobe zur sechsten Sendung am 14. Mai verletzte sich der Profitänzer Christian Bärens am Rücken. Er bestritt zwar die Show, musste danach jedoch aufhören. Bärens’ Tanzpartnerin Sylvie van der Vaart tanzte ab der siebten Sendung mit Christian Polanc, der ursprünglich an der Seite von Hiltrud Schwetje angetreten war.
Erstmals bestimmte die Jury für das Finale eine Tanzaufgabe, wobei eine schwächere Darbietung aus den bis dato gesendeten Shows favorisiert wurde, die noch einmal von den Finalisten präsentiert werden sollte.
Die Quoten der Staffel lagen über dem Senderdurchschnitt.

## Kandidaten
| Platz | Kandidat             | Profitänzer                 |
| ----- | -------------------- | --------------------------- |
| 01    | Sophia Thomalla      | Massimo Sinató              |
| 02    | Sylvie van der Vaart | Christian Bärens (Show 1–6) |
| 02    | Sylvie van der Vaart | Christian Polanc (Show 7–8) |
| 03    | Nina Bott            | Roberto Albanese            |
| 04    | Raúl Richter         | Melissa Ortiz-Gomez         |
| 05    | Rolf Scheider        | Motsi Mabuse                |
| 06    | Brigitte Nielsen     | Oliver Tienken              |
| 07    | Achim Mentzel        | Sarah Latton                |
| 08    | Hiltrud Schwetje     | Christian Polanc            |
| 09    | Mathieu Carrière     | Tatjana Kuschill            |
| 10    | Arthur Abraham       | Nina Uszkureit              |

## Tänze
| Show                       | Datum          | Tänze in der Show                                                                     |
| -------------------------- | -------------- | ------------------------------------------------------------------------------------- |
| 1. Show                    | 09. April 2010 | Salsa oder Langsamer Walzer                                                           |
| 2. Show                    | 16. April 2010 | West Coast Swing oder Jive                                                            |
| 3. Show                    | 23. April 2010 | Tango oder Rumba                                                                      |
| 4. Show                    | 30. April 2010 | Paso Doble oder Quickstepp                                                            |
| 5. Show                    | 07. Mai 2010   | Samba und ein gemeinsamer Rock’n’Roll (ohne Wertung)                                  |
| 6. Show                    | 14. Mai 2010   | Zwei der noch nicht gezeigten Tänze (Jive, Salsa, Langsamer Walzer, West Coast Swing) |
| 7. Show                    | 21. Mai 2010   | Zwei der noch nicht gezeigten Tänze (Tango, Quickstepp, Rumba, Paso Doble)            |
| 8. Show – Das große Finale | 28. Mai 2010   | Lieblingstanz, Jurytanz sowie ein Freestyle                                           |

## Ergebnisse
| Paar                                                       | Platz | Letzter Tanz                       | 1  | 2   | 3  | 4  | 5  | 6        | 7        | 8            | ø je Tanz |
| ---------------------------------------------------------- | ----- | ---------------------------------- | -- | --- | -- | -- | -- | -------- | -------- | ------------ | --------- |
| Sophia Thomalla & Massimo Sinató                           | 1     | Rumba, Samba, Freestyle            | 23 | 28  | 28 | 29 | 33 | 67 31+36 | 75 40+35 | 115 39+37+39 | 33,17     |
| Sylvie van der Vaart & Christian Bärens • Christian Polanc | 2     | Paso Doble, Salsa, Freestyle       | 26 | 27  | 27 | 31 | 27 | 58 28+30 | 57 28+29 | 108 33+37+38 | 30,08     |
| Nina Bott & Roberto Albanese                               | 3     | Tango, Paso Doble                  | 27 | 25  | 26 | 26 | 27 | 51 26+25 | 56 27+29 |              | 26,44     |
| Raúl Richter & Melissa Ortiz-Gomez                         | 4     | West Coast Swing, Langsamer Walzer | 28 | 28  | 29 | 25 | 26 | 56 27+29 |          |              | 27,43     |
| Rolf Scheider & Motsi Mabuse                               | 5     | Samba                              | 20 | 221 | 23 | 21 | 21 |          |          |              | 21,40     |
| Brigitte Nielsen & Oliver Tienken                          | 6     | Paso Doble                         | 20 | 22  | 26 | 22 |    |          |          |              | 22,50     |
| Achim Mentzel & Sarah Latton                               | 7     | Tango                              | 26 | 23  | 22 |    |    |          |          |              | 23,67     |
| Hiltrud Schwetje & Christian Polanc                        | 8     | Langsamer Walzer                   | 24 | – 2 | –  |    |    |          |          |              | 24,00     |
| Mathieu Carrière & Tatjana Kuschill                        | 9     | West Coast Swing                   | 24 | 21  |    |    |    |          |          |              | 22,50     |
| Arthur Abraham & Nina Uszkureit                            | 10    | Salsa                              | 11 | –   |    |    |    |          |          |              | 11,00     |

Angegeben ist jeweils die Wertung der Jury.
Grüne Zahlen: Erstplatzierte bei den Jury-Punkten
Rote Zahlen: Letztplatzierte bei den Jury-Punkten
Nach Jury- und Zuschauervoting Letztplatzierte
Weitergekommen ohne Präsentation eines Tanzes
Aufgabe aus Gesundheitsgründen
* Punkte in Normalgröße: Wertungen in Standardtänzen oder vergleichbaren Tänzen (bilden Durchschnittswert)
* Punkte in Kleinschrift in unterer Zeile: Zusammensetzung der Gesamtwertung bei zwei oder mehr Standardtänzen
1 Rolf Scheider rückte am 13. April für Arthur Abraham nach.
2 Hiltrud Schwetje konnte wegen einer Verletzung ab dem 16. April nicht mehr am Wettbewerb teilnehmen.

## Einzelne Tanzwochen
| Tanzpaar                                | Tanz             | Musik                                              |
| --------------------------------------- | ---------------- | -------------------------------------------------- |
| Brigitte Nielsen & Oliver Tienken       | Salsa            | Jennifer Lopez – Let’s Get Loud                    |
| Rolf Scheider & Motsi Mabuse            | Langsamer Walzer | Hildegard Knef – Für mich soll’s rote Rosen regnen |
| Sophia Thomalla & Massimo Sinató        | Salsa            | Cascada – Evacuate the Dancefloor                  |
| Mathieu Carrière & Tatjana Kuschill     | Langsamer Walzer | Nino Rota – Love Theme from The Godfather          |
| Arthur Abraham & Nina Uszkureit         | Salsa            | Michael Jackson – Beat It                          |
| Hiltrud Schwetje & Christian Polanc     | Langsamer Walzer | Dee C. Lee – See the Day                           |
| Raúl Richter & Melissa Ortiz-Gomez      | Salsa            | Ricky Martin – Livin’ la vida loca                 |
| Nina Bott & Roberto Albanese            | Langsamer Walzer | Joe Cocker – You Are So Beautiful                  |
| Achim Mentzel & Sarah Latton            | Salsa            | Culcha Candela – Hamma!                            |
| Sylvie van der Vaart & Christian Bärens | Langsamer Walzer | Kelly Clarkson – A Moment Like This                |

| Tanzpaar                                | Tanz             | Musik                                        |
| --------------------------------------- | ---------------- | -------------------------------------------- |
| Nina Bott & Roberto Albanese            | West Coast Swing | P!nk – Get the Party Started                 |
| Mathieu Carrière & Tatjana Kuschill     | West Coast Swing | Etta James – I Just Want to Make Love to You |
| Sophia Thomalla & Massimo Sinató        | Jive             | OutKast – Hey Ya!                            |
| Rolf Scheider & Motsi Mabuse            | West Coast Swing | Gloria Gaynor – I Am What I Am               |
| Brigitte Nielsen & Oliver Tienken       | Jive             | Lady GaGa – Poker Face                       |
| Achim Mentzel & Sarah Latton            | Jive             | Nico Haak – Schmidtchen Schleicher           |
| Sylvie van der Vaart & Christian Bärens | West Coast Swing | Gossip – Heavy Cross                         |
| Raúl Richter & Melissa Ortiz-Gomez      | Jive             | Mando Diao – Dance with Somebody             |

| Tanzpaar                                | Tanz  | Musik                                                   |
| --------------------------------------- | ----- | ------------------------------------------------------- |
| Achim Mentzel & Sarah Latton            | Tango | Alma Cogan – Hernando’s Hideaway                        |
| Nina Bott & Roberto Albanese            | Rumba | Lionel Richie & Diana Ross – Endless Love               |
| Brigitte Nielsen & Oliver Tienken       | Rumba | Bonnie Tyler – Total Eclipse of the Heart               |
| Rolf Scheider & Motsi Mabuse            | Tango | Hazy-Osterwald-Sextett – Kriminal-Tango                 |
| Sylvie van der Vaart & Christian Bärens | Rumba | Patrick Swayze feat. Wendy Fraser – She’s Like the Wind |
| Raúl Richter & Melissa Ortiz-Gomez      | Rumba | Rosenstolz – Liebe ist alles                            |
| Sophia Thomalla & Massimo Sinató        | Tango | The White Stripes – Seven Nation Army                   |

| Tanzpaar                                | Tanz       | Musik                                                              |
| --------------------------------------- | ---------- | ------------------------------------------------------------------ |
| Sophia Thomalla & Massimo Sinató        | Paso Doble | Nelly Furtado – Maneater                                           |
| Nina Bott & Roberto Albanese            | Quickstepp | Mark Ronson feat. Amy Winehouse – Valerie                          |
| Brigitte Nielsen & Oliver Tienken       | Paso Doble | Queen – We Will Rock You                                           |
| Raúl Richter & Melissa Ortiz-Gomez      | Quickstepp | Emilíana Torrini – Jungle Drum                                     |
| Sylvie van der Vaart & Christian Bärens | Paso Doble | Klaus Badelt – He’s a Pirate                                       |
| Rolf Scheider & Motsi Mabuse            | Quickstepp | Jim Henson & Sam Pottle – The Muppet Show Theme (deutsche Version) |

| Tanzpaar                                | Tanz        | Musik |
| --------------------------------------- | ----------- | --- |
| Rolf Scheider & Motsi Mabuse            | Samba       | Tony Holiday – Tanze Samba mit mir |
| Nina Bott & Roberto Albanese            | Samba       | Marit Larsen – If a Song Could Get Me You |
| Sylvie van der Vaart & Christian Bärens | Samba       | ABBA – Dancing Queen |
| Sophia Thomalla & Massimo Sinató        | Samba       | Shakira feat. Wyclef Jean – Hips Don’t Lie |
| Raúl Richter & Melissa Ortiz-Gomez      | Samba       | Wham! – Club Tropicana |
|                                         |             | |
| alle Paare                              | Rock’n’Roll | Medley: Bill Haley & His Comets – Rock Around the Clock • Elvis Presley – Jailhouse Rock • Little Richard – Tutti Frutti • Chuck Berry – Johnny B. Goode • Jerry Lee Lewis – Great Balls of Fire • Peter Kraus – Sugar Baby |

| Tanzpaar                                | Tanz             | Musik                                  |
| --------------------------------------- | ---------------- | -------------------------------------- |
| Sylvie van der Vaart & Christian Bärens | Jive             | Rihanna – SOS                          |
| Sylvie van der Vaart & Christian Bärens | Salsa            | The Champs – Tequila                   |
| Nina Bott & Roberto Albanese            | Salsa            | Enrique Iglesias – Bailamos            |
| Nina Bott & Roberto Albanese            | Jive             | Queen – Don’t Stop Me Now              |
| Sophia Thomalla & Massimo Sinató        | Langsamer Walzer | Eric Carmen – All by Myself            |
| Sophia Thomalla & Massimo Sinató        | West Coast Swing | The Pussycat Dolls – Don’t Cha         |
| Raúl Richter & Melissa Ortiz-Gomez      | West Coast Swing | Keri Hilson – I Like                   |
| Raúl Richter & Melissa Ortiz-Gomez      | Langsamer Walzer | Whitney Houston – Greatest Love of All |

| Tanzpaar                                | Tanz       | Musik                                  |
| --------------------------------------- | ---------- | -------------------------------------- |
| Nina Bott & Roberto Albanese            | Tango      | Katy Perry – I Kissed a Girl           |
| Nina Bott & Roberto Albanese            | Paso Doble | John Williams – Star Wars Theme        |
| Sylvie van der Vaart & Christian Polanc | Quickstepp | Alphabeat – Fascination                |
| Sylvie van der Vaart & Christian Polanc | Tango      | Lady GaGa – Bad Romance                |
| Sophia Thomalla & Massimo Sinató        | Rumba      | Sting – Fields of Gold                 |
| Sophia Thomalla & Massimo Sinató        | Quickstepp | Nena – Irgendwie, irgendwo, irgendwann |

| Tanzpaar                                | Tanz       | Musik                                                                              |
| --------------------------------------- | ---------- | ---------------------------------------------------------------------------------- |
| Sylvie van der Vaart & Christian Polanc | Paso Doble | Klaus Badelt – He’s a Pirate                                                       |
| Sylvie van der Vaart & Christian Polanc | Salsa      | The Champs – Tequila                                                               |
| Sylvie van der Vaart & Christian Polanc | Freestyle  | Medley aus Soul-Songs                                                              |
| Sophia Thomalla & Massimo Sinató        | Rumba      | Sting – Fields of Gold                                                             |
| Sophia Thomalla & Massimo Sinató        | Samba      | Shakira feat. Wyclef Jean – Hips Don’t Lie                                         |
| Sophia Thomalla & Massimo Sinató        | Freestyle  | Medley aus Songs von Michael-Jackson – Smooth Criminal • Thriller • Black or White |

## Tanztabelle
| Paar                           | Show 1           | Show 2           | Show 3 | Show 4     | Show 5 | Show 6           | Show 6           | Show 7     | Show 7     | Show 8     | Show 8 | Show 8    |
| ------------------------------ | ---------------- | ---------------- | ------ | ---------- | ------ | ---------------- | ---------------- | ---------- | ---------- | ---------- | ------ | --------- |
| Sophia & Massimo               | Salsa            | Jive             | Tango  | Paso Doble | Samba  | Langsamer Walzer | West Coast Swing | Rumba      | Quickstepp | Rumba      | Samba  | Freestyle |
| Sylvie & Christian • Christian | Langsamer Walzer | West Coast Swing | Rumba  | Paso Doble | Samba  | Jive             | Salsa            | Quickstepp | Tango      | Paso Doble | Salsa  | Freestyle |
| Nina & Roberto                 | Langsamer Walzer | West Coast Swing | Rumba  | Quickstepp | Samba  | Salsa            | Jive             | Tango      | Paso Doble |            |        |           |
| Raúl & Melissa                 | Salsa            | Jive             | Rumba  | Quickstepp | Samba  | West Coast Swing | Langsamer Walzer |            |            |            |        |           |
| Rolf & Motsi                   | Langsamer Walzer | West Coast Swing | Tango  | Quickstepp | Samba  |                  |                  |            |            |            |        |           |
| Brigitte & Oliver              | Salsa            | Jive             | Rumba  | Paso Doble |        |                  |                  |            |            |            |        |           |
| Achim & Sarah                  | Salsa            | Jive             | Tango  |            |        |                  |                  |            |            |            |        |           |
| Hiltrud & Christian            | Langsamer Walzer |                  |        |            |        |                  |                  |            |            |            |        |           |
| Mathieu & Tatjana              | Langsamer Walzer | West Coast Swing |        |            |        |                  |                  |            |            |            |        |           |
| Arthur & Nina                  | Salsa            |                  |        |            |        |                  |                  |            |            |            |        |           |

Höchste Bewertung00Niedrigste Bewertung00Paar ist nicht angetreten00Paar ist ausgeschieden00Nichtbewerteter Finaltanz

## Höchste und niedrigste Bewertung

### Nach Tanz
| Tanz             | Bester Promi                                      | Punktzahl | Schlechtester Promi        | Punktzahl |
| ---------------- | ------------------------------------------------- | --------- | -------------------------- | --------- |
| Freestyle        | Sophia Thomalla                                   | 39        | Sylvie van der Vaart       | 38        |
| Jive             | Sophia Thomalla Raúl Richter Sylvie van der Vaart | 28        | Brigitte Nielsen           | 22        |
| Langsamer Walzer | Sophia Thomalla                                   | 31        | Rolf Schneider             | 20        |
| Paso Doble       | Sylvie van der Vaart                              | 33        | Brigitte Nielsen           | 22        |
| Quickstepp       | Sophia Thomalla                                   | 35        | Rolf Schneider             | 21        |
| Rumba            | Sophia Thomalla                                   | 40        | Nina Bott Brigitte Nielsen | 26        |
| Salsa            | Sylvie van der Vaart                              | 37        | Brigitte Nielsen           | 20        |
| Samba            | Sophia Thomalla                                   | 37        | Rolf Schneider             | 21        |
| Tango            | Sylvie van der Vaart                              | 29        | Achim Mentzel              | 22        |
| West Coast Swing | Sophia Thomalla                                   | 36        | Mathieu Carrière           | 21        |

Punktezahlen nach vier, drei, zwei oder einer 10-Punkte-Skala der Jury

### Nach Paar
| Tanzpaar                       | Höchstbewerteter Tanz  | Punktzahl | Niedrigstbewerteter Tanz | Punktzahl |
| ------------------------------ | ---------------------- | --------- | ------------------------ | --------- |
| Achim & Sarah                  | Salsa Tango            | 26        | Jive                     | 23        |
| Arthur & Nina                  | Salsa                  | 11        | Salsa                    | 11        |
| Brigitte & Oliver              | Rumba                  | 26        | Salsa                    | 20        |
| Hiltrud & Christian            | Langsamer Walzer       | 24        | Langsamer Walzer         | 24        |
| Mathieu & Tatjana              | Langsamer Walzer       | 24        | West Coast Swing         | 21        |
| Nina & Roberto                 | Paso Doble             | 29        | West Coast Swing Jive    | 25        |
| Raúl & Melissa                 | Rumba Langsamer Walzer | 29        | Quickstepp               | 25        |
| Rolf & Motsi                   | West Coast Swing       | 22        | Langsamer Walzer         | 20        |
| Sophia & Massimo               | Rumba                  | 40        | Salsa                    | 23        |
| Sylvie & Christian • Christian | Freestyle              | 38        | Langsamer Walzer         | 26        |